# Ernst Baumeister
Ernst Baumeister (Viena, 22 de janeiro de 1957) é um ex-futebolista austríaco. 
Ele competiu na Copa do Mundo FIFA de 1982, sediada na Espanha, na qual a seleção de seu país terminou na oitava colocação dentre os 24 participantes. Jogou pelo Áustria Viena, LASK Linz, Admira Wacker Mödling. Também treinou o Áustria Viena.